# Andrii Nesmacinîi
Andrii Nesmacinîi (în ucraineană Андрій Миколайович Несмачний, transliterat: Andrii Mikolaiovici Nesmacinîi; n. 28 februarie 1979, Breansk, RSFS Rusă, URSS) este un fotbalist ucrainean retras din activitate. A jucat în prima ligă ucraineană și în competiții europene pentru Dinamo Kiev.